# Louroux-de-Beaune
Louroux-de-Beaune ist eine französische Gemeinde mit 180 Einwohnern (Stand 1. Januar 2022) im Département Allier in der Region Auvergne-Rhône-Alpes (vor 2016 Auvergne). Sie gehört zum Arrondissement Montluçon und zum Kanton Commentry.
Die Einwohner werden Lurobelnaciens genannt.

## Geographie
Louroux-de-Beaune liegt etwa 22 Kilometer ostsüdöstlich von Montluçon. An der westlichen Gemeindegrenze verläuft das Flüsschen Voirat.

### Nachbargemeinden
Umgeben ist Louroux-de-Beaune von den Nachbargemeinden Bézenet im Norden, Saint-Bonnet-de-Four im Norden und Osten, Beaune-d’Allier im Osten und Südosten, Hyds im Süden und Südwesten sowie Montvicq im Westen und Nordwesten.

## Bevölkerungsentwicklung
| Jahr      | 1962 | 1968 | 1975 | 1982 | 1990 | 1999 | 2006 | 2011 | 2019 |
| Einwohner | 268  | 242  | 194  | 197  | 199  | 186  | 184  | 180  | 159  |

## Sehenswürdigkeiten
- Kirche St-Sulpice aus dem 11./12. Jahrhundert